# Roderick T. Wells
Roderick Tucker „Rod“ Wells (* 1941) ist ein australischer Wirbeltierpaläontologe.

## Leben
Wells absolvierte seine akademische Ausbildung an der University of Adelaide, wo er 1968 den Bachelor of Science und 1969 den Bachelor of Science mit Auszeichnung (Hons) erlangte. 1973 wurde er dort mit der Dissertation Physiological and behavioural adaptions of the hairy-nosed wombat (Lasiorhinus latifrons Owen) to its arid environmentzum Ph.D. promoviert. 1974 ging er an die Flinders University, wo er bis 1980 Senior Demonstrator, von 1981 bis 1984 Lecturer, von 1984 bis 1995 Senior Lecturer für Biowissenschaften sowie von 1995 bis 2001 außerordentlicher Professor war und seit 2013 als emeritierter Professor im Fachbereich Biowissenschaften des College of Science and Engineering tätig ist. Er betreute die Dissertationen der vier Doktoranden Gavin J. Prideaux, Dominic Williams (1947–1984), Elizabeth Reed und Matthew McDowell, die sich später in der Paläontologie einen Namen gemacht haben.
Wells begann seine paläontologische Karriere nach Grabungsarbeiten in der Nullarbor-Ebene im Jahr 1962. Im August 1969 entdeckte er mit seinem Kollegen Grant Gartrell die zu den Naracoote Caves gehörende Victoria Fossil Cave, die reichhaltige Säugetierablagerungen aus dem Pleistozän enthält. Wells war maßgeblich daran beteiligt, dass die Naracoote Caves 1994 zum UNESCO-Welterbe erklärt wurden. Er war auch für die Entwicklung des Wonambi Fossil Centre verantwortlich, das im Jahr 2001 eröffnet wurde. Ab 1972 war er neben Richard H. Tedford einer der Hauptbeteiligten bei Ausgrabungen von Säugetierfossilien des Tertiärs in der Einbettung des Lake Frome im zentralen South Australia. 
Weitere Interessen gelten der Ökologieforschung mit Schwerpunkt auf ariden und semiariden Zonen mit besonderem Interesse an Weidesystemen für Beuteltiere, der Entwicklung des Brookfield Wombat Reserve und der Forschungsstation (jetzt Brookfield Conservation Park) zur Erforschung des Südlichen Haarnasenwombats.
1995 veröffentlichte er in Zusammenarbeit mit Tedford die Schrift Sthenurus (Macropodidae, Marsupialia) from the Pleistocene of Lake Callabonna, South Australia. 2015 verfasste er das Kapitel über die Familie der Wombats (Vombatidae) im fünften Band des Handbook of the Mammals of the World. 2018 stellte er mit seinem Kollegen Aaron B. Camens die erste Studie vor, bei der ein komplettes Skelett des Thylacoleo carnifex untersucht wurde.

## Mitgliedschaften
Von 1982 bis 1987 war Wells Mitglied des Murraylands Advisory Committee des Department for Environment and Water, South Australia. Von 1986 bis 1988 war er Vizepräsident der Australian Mammal Society. Von 1986 bis 1990 war er Mitglied des Redaktionsausschusses der Fachzeitschrift Australian Mammalogy. Von 1992 bis 1998 war er Vorstandsmitglied des Adelaide Zoo. Im selben Zeitraum war er Vorsitzender des Forschungsausschusses der Royal Zoological Society of South Australia, wo er von 1995 bis 1998 auch als Vizepräsident fungierte. Seit 1993 ist er ehrenamtlicher Paläontologe des South Australian Museum. Von 1994 bis 1996 war er Berater für das Weltfossilienerbe der International Union for Conservation of Nature. Von 1994 bis 2000 war er Mitglied des Forschungsausschusses der Anti Rabbit Foundation. Von 1994 bis 2008 war er Mitglied des beratenden Ausschusses für Forschung und Management für das UNESCO-Welterbe der Australian Fossil Mammal Site Naracoote Caves. Von 1999 bis 2001 war er ehrenamtlicher wissenschaftlicher Mitarbeiter des Adelaide Zoo. Seit 2012 ist er Mitglied der Wombat Research Working Group am Department for Environment and Water, South Australia. Seit 2018 ist er Mitglied des College of Nature Champions der Nature Foundation South Australia.

## Ehrungen und Dedikationsnamen
1995 wurde Wells mit dem Edie Smith Award der Australian Speleological Federation „für herausragende Verdienste um die australische Höhlenforschung“ ausgezeichnet. 2020 erhielt er den Orden Member of the Order of Australia (OAM) „für bedeutende Verdienste um das Bildungswesen und die biologischen Wissenschaften“. 
Nach Wells sind die fossile Koalaart Madakoala wellsi Woodburne, Tedford, Archer & Pledge, 1987 sowie die fossile Känguruart Tjukuru wellsi Prideaux & Tedford, 2012 benannt.

## Erstbeschreibungen von Roderick T. Wells
- Kolopsis yperus Murray, Megirian & Wells, 1993
- Megalibgwilia Griffiths, Wells & Barrie, 1991
- Simosthenurus baileyi Prideaux & Wells, 1998
- Simosthenurus brachyselenis Prideaux & Wells, 1997
- Simosthenurus euryskaphus Prideaux & Wells, 1997
- Simosthenurus maddocki Wells & Murray, 1979
- Sthenurus stirlingi Wells & Tedford, 1995
- Wakaleoninae Murry, Wells & Plane, 1987